# 呪われた老人の館
『呪われた老人の館』（原題：The Manor）は、アクセル・キャロリンが監督・脚本を務めるアメリカのホラー映画。バーバラ・ハーシー、ブルース・デイヴィソン、ステイシー・トラヴィス、シエラ・ペイトン、ジル・ラーソン、マーク・スティーガーらが出演する。ジェイソン・ブラムは、自身が運営するブラムハウス・テレビジョンでプロデューサーを務めている。
本作は、アンソロジー映画「Welcome to the Blumhouse」シリーズの第8弾として、2021年10月8日にアマゾン・スタジオから米国で公開された。

## あらすじ
脳卒中を患ったジュディス・オルブライトは、とある老人ホームに入居する。しばらくすると、彼女は超自然的な力が施設の入居者を食い物にしていると信じ始める。ジュディスはこの脅威から逃れようとするが、そのためにはまず自分が介護付き住宅を必要としていないことを周囲に納得させなければならない 。

## キャスト
※括弧内は日本語吹替。
- ジュディス - バーバラ・ハーシー（竹村叔子）
- ローランド - ブルース・デイヴィソン（楠見尚己）
- ミスター・ベンセン - ステイシー・トラビス
- リーゼル - シエラ・ペイトン
- トリッシュ - ジル・ラーソン（定岡小百合）
- マイロン - マーク・スティガー
- ジョシュ - ニコラス・アレクサンダー（吉野貴大）
- ルース - フラン・ベネット（きそひろこ）

日本語吹替その他：神戸光歩、木村香央里、行成とあ、小若和郁那、越後屋コースケ、関口雄吾、斉藤こず恵、小林さとみ、木内太郎、大平あひる
日本語版制作スタッフ　演出：久保宗一郎、翻訳：藤江さお里、吹替監修：吉田貴代子、制作：東北新社